# 山口県道196号宮野上佐々並線
山口県道196号宮野上佐々並線（やまぐちけんどう196ごう みやのかみささなみせん）は、山口県山口市から萩市に至る一般県道である。

## 概要
山口市宮野上から萩市大字佐々並に至る。本路線は国道262号の旧道である。

### 路線データ
- 起点：山口市宮野上（国道9号交点）
- 終点：萩市大字佐々並（国道262号交点）

## 地理

### 通過する自治体
- 山口県
  - 山口市 - 萩市

### 交差する道路
| 交差する道路                                           | 市町村名 | 交差する場所 | 交差する場所 |
| ------------------------------------------------------ | -------- | ------------ | ------------ |
| 国道9号 国道262号 重複 山口県道10号山口福栄須佐線 重複 | 山口市   | 宮野上       | 起点         |
| 国道262号 山口県道10号山口福栄須佐線 重複              | 萩市     | 大字佐々並   | 終点         |

### 沿線
- 荒谷ダム（宮野湖）
- 宮野温泉（山口ふれあい館）